# Gražvydas Mikulėnas
Gražvydas Mikulėnas, né le 16 décembre 1973 à Vilnius (alors ville soviétique de Lituanie), est un footballeur lituanien. Il évolue au poste d'attaquant du début des années 1990 au début des années 2010.
Formé au Žalgiris Vilnius, il remporte avec ce club le champion de Lituanie en 1991 et 1992 ainsi qu'à trois reprises la Coupe de Lituanie. Il évolue ensuite notamment dans de nombreux clubs polonais dont le Polonia Varsovie avec qui il gagne le champion de Pologne en 2000, le Wisła Płock, le Ruch Chorzów et le GKS Katowice. Il est également avec  le Croatia Zagreb champion de Croatie en 1999. Il termine sa carrière en 2012 au sein du club polonais du Wigry Suwałki.
Il compte douze sélections pour un but marqué avec la Lituanie.

## Biographie
Gražvydas Mikulėnas joue son premier match avec l'équipe nationale de Lituanie le 24 septembre 1997 contre la Pologne à Olsztyn, et s'incline deux à zéro. Moins d'un an plus tard, le 29 juin 1998, il marque son premier et unique but international, lors d'un match amical face à l'Andorre et organisé à Karksi-Nuia en Estonie. En 2003, sa carrière internationale prend fin, alors qu'il totalise douze rencontres sous le maillot jaune et vert.

## Palmarès
- Champion de Lituanie : 1991, 1992
- Vainqueur de la Coupe de Lituanie : 1991, 1993, 1994
- Vainqueur de la Ligue balte : 1994
- Champion de Croatie : 1999
- Champion de Pologne : 2000
- Vainqueur de la Coupe de Lettonie : 2004
- Champion de Pologne D2 : 2007
- Meilleur buteur de la Coupe de Pologne : 2011